# Piovera (Itàlia)
Piovera (en piemontès: Piòvra) és un comune (municipi) de la província d'Alessandria, a la regió italiana del Piemont. A 31 de desembre de 2017 la seva població era de 832 habitants.

## Evolución demogràfica
| Gràfica d'evolució de Piovera entre 1861 i 2001 |
|                                                 |
| Font ISTAT - elaboració gràfica de Viquipèdia   |